# Candacia truncata
Candacia truncata är en kräftdjursart som först beskrevs av James Dwight Dana 1849.  Candacia truncata ingår i släktet Candacia och familjen Candaciidae. Inga underarter finns listade i Catalogue of Life.